# O̭
Cette page contient des caractères spéciaux ou non latins. S’ils s’affichent mal (▯, ?, etc.), consultez la page d’aide Unicode.
O̭ (minuscule : o̭), appelée O accent circonflexe souscrit, est un graphème utilisé dans l’orthographe juǀ’hoansi de 1975 comme lettre à part entière. Il s’agit de la lettre O diacritée d'un accent circonflexe souscrit.

## Utilisation
Dans l’orthographe du juǀ’hoansi de 1975, ‹ o̭ › est utilisé pour représenter la voyelle /oˤ/.

### Alphabet phonétique ouralique
Dans l’alphabet phonétique ouralique, le ‹ o̭ › est utilisé pour représenter un voyelle ‹ o › rehaussée (l’accent circonflexe souscrit indiquant le rehaussement).

## Représentations informatiques
Le O accent circonflexe souscrit peut être représenté avec les caractères Unicode suivants :
- décomposé (latin de base, diacritiques)[1],[2] :

| formes    | représentations | chaînes de caractères | points de code | descriptions                                                      |
| --------- | --------------- | --------------------- | -------------- | ----------------------------------------------------------------- |
| majuscule | O̭               | O◌̭                    | U+004F U+032D  | lettre majuscule latine o diacritique accent circonflexe souscrit |
| minuscule | o̭               | o◌̭                    | U+006F U+032D  | lettre minuscule latine o diacritique accent circonflexe souscrit |